# Докато ти спеше
„Докато ти спеше“ (на корейски: 당신이 잠든 사이에; на английски: While You Were Sleeping) е южнокорейски сериал, който се излъчва от 27 септември до 16 ноември 2017 г. по SBS.

## Сюжет
Поредицата е комбинация от правни, драматични и фентъзи жанрове, фокусирайки се върху историята за трима млади хора, придобили способността да виждат бъдещето чрез сънищата си: полевият репортер Нам Хонг-джу, новобранецът прокурор Чонг Дже-чан и полицая Хан У-так. Някои от тези сънища показват престъпления, които Дже Чан трябва да разследва, или катастрофални събития, които тримата трябва да претърпят. Разтревожени от тези сънища, героите си сътрудничат помежду си, за да предотвратят превръщането им в реалност и за да победят един от техните заклети врагове, корумпирания адвокат И Ю-бом.

## Актьори
- И Джонг-сок – Чонг Дже-чан
- Сузи – Нам Хонг-джу
- Чонг Хе-ин – Хан У-так
- И Санг-йоб – И Ю-бом
- Ко Сонг-хи – Шин Хи-мин
- Ким Уон Хе – Че Дам Донг
- Мин Сонг Ук – И Джи Куанг
- Пе Хе Сон – Сон У Джу
- И Ки Йонг – Пак Те Йонг
- Пак Джин Джу – Мун Хянг Ми
- Сон Сан – Мин Чонг Ха
- И Бонг Рьон – Ко Пил Сук